# Andri Pol
Pour les articles homonymes, voir Pol.
Andri Pol, né le 27 août 1961 à Berne, est un photographe suisse.

## Biographie
Andri Pol naît le 27 août 1961 à Berne. Il grandit dans le Valais. Il suit une formation de professeur de dessin à Lucerne et apprend seul à photographier. Depuis 2001, il travaille comme monteur photo pour Geo Switzerland et comme photographe indépendant pour Das Magazin, Stern et National Geographic, entre autres.